# Wulf Götze

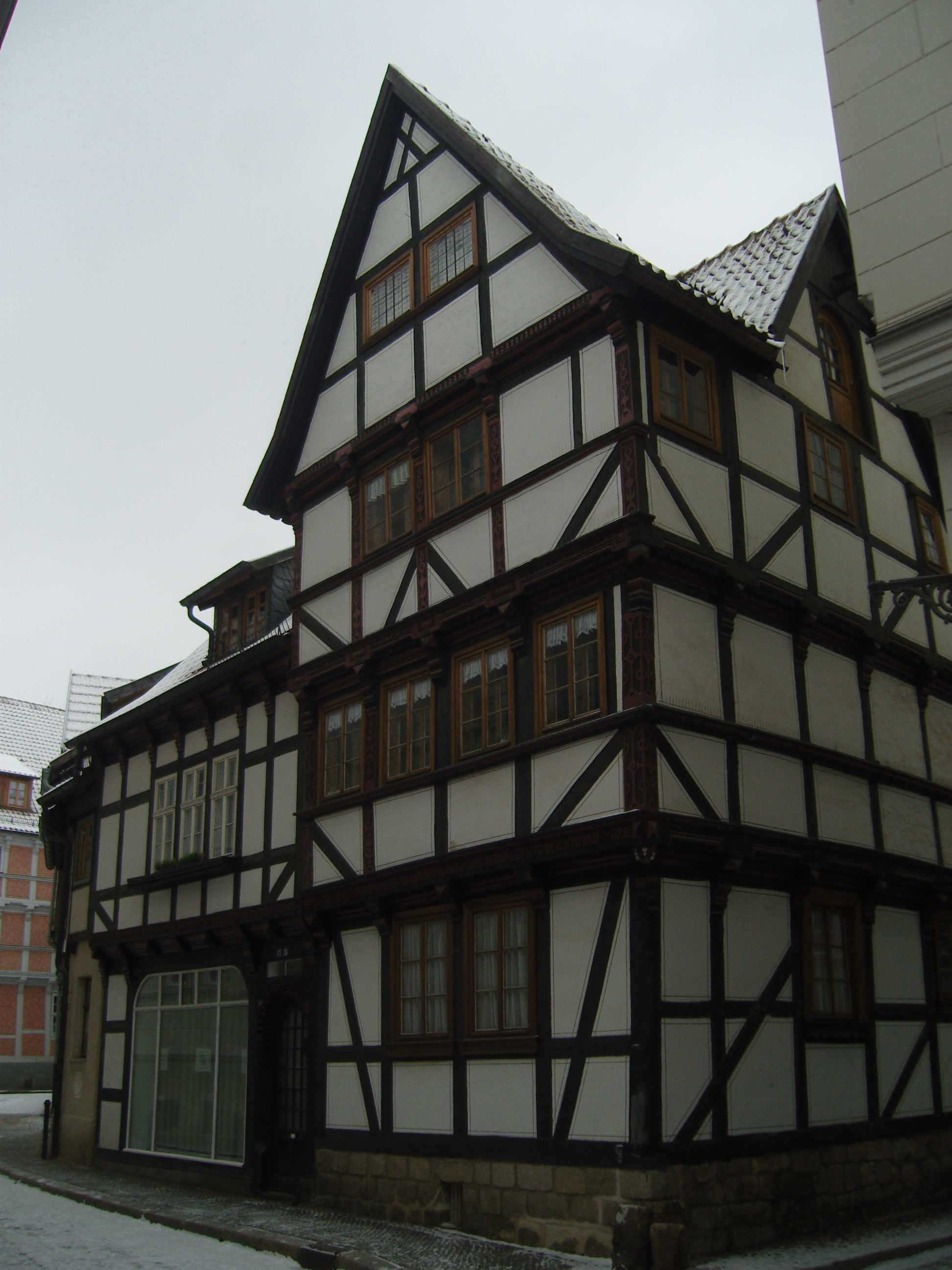
Haus Pölle 27, 28

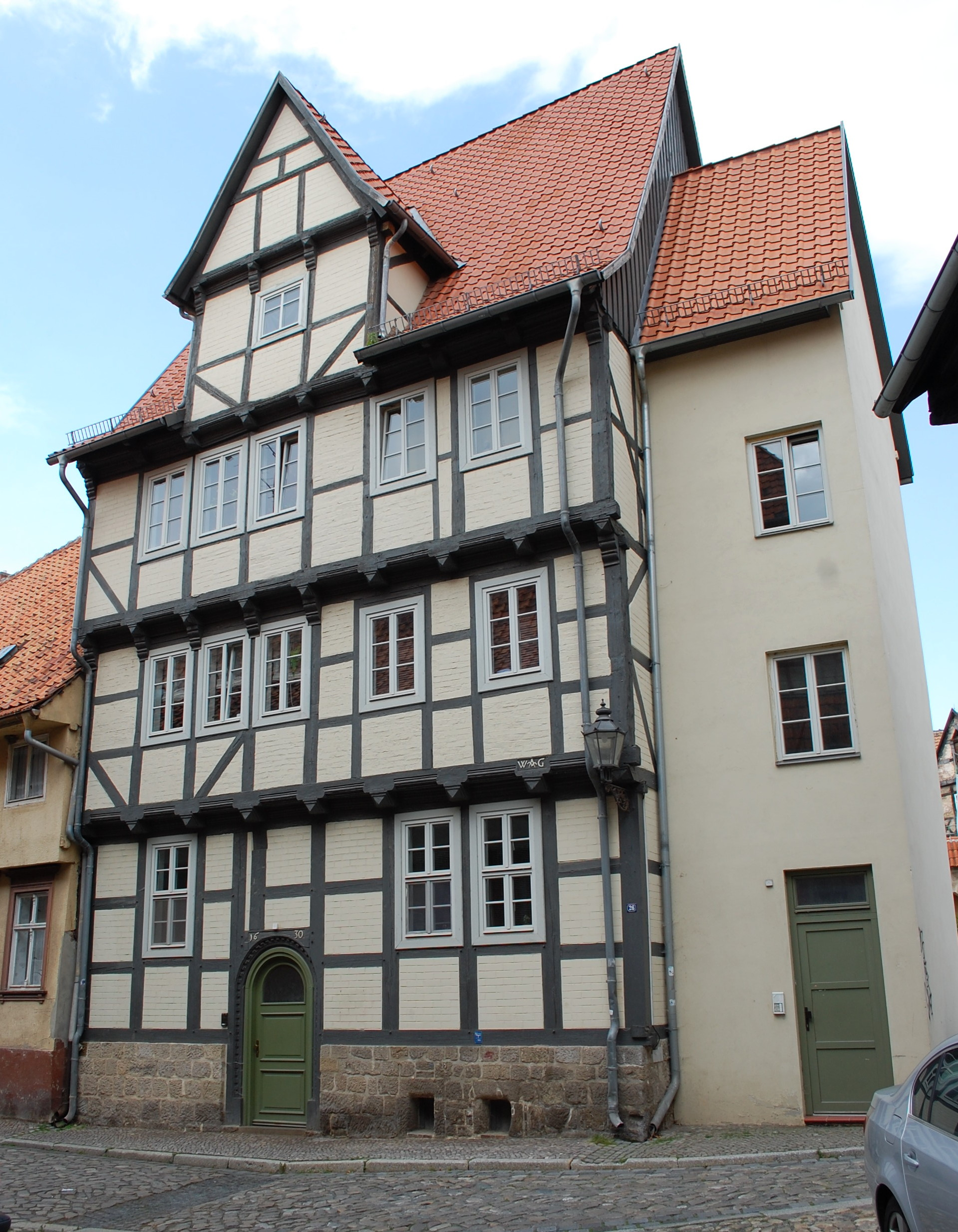
Word 26

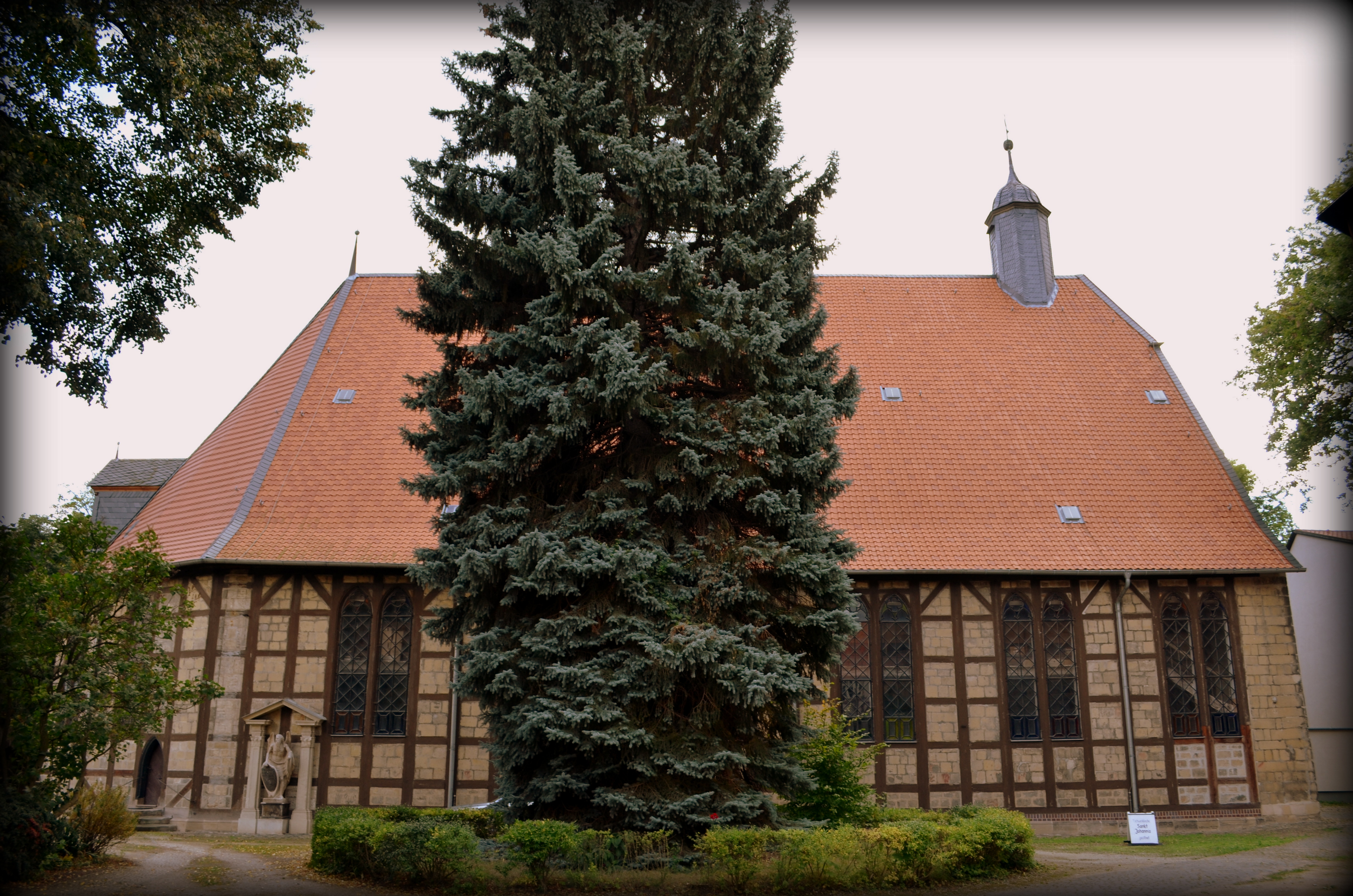
Halberstädter Johanniskirche

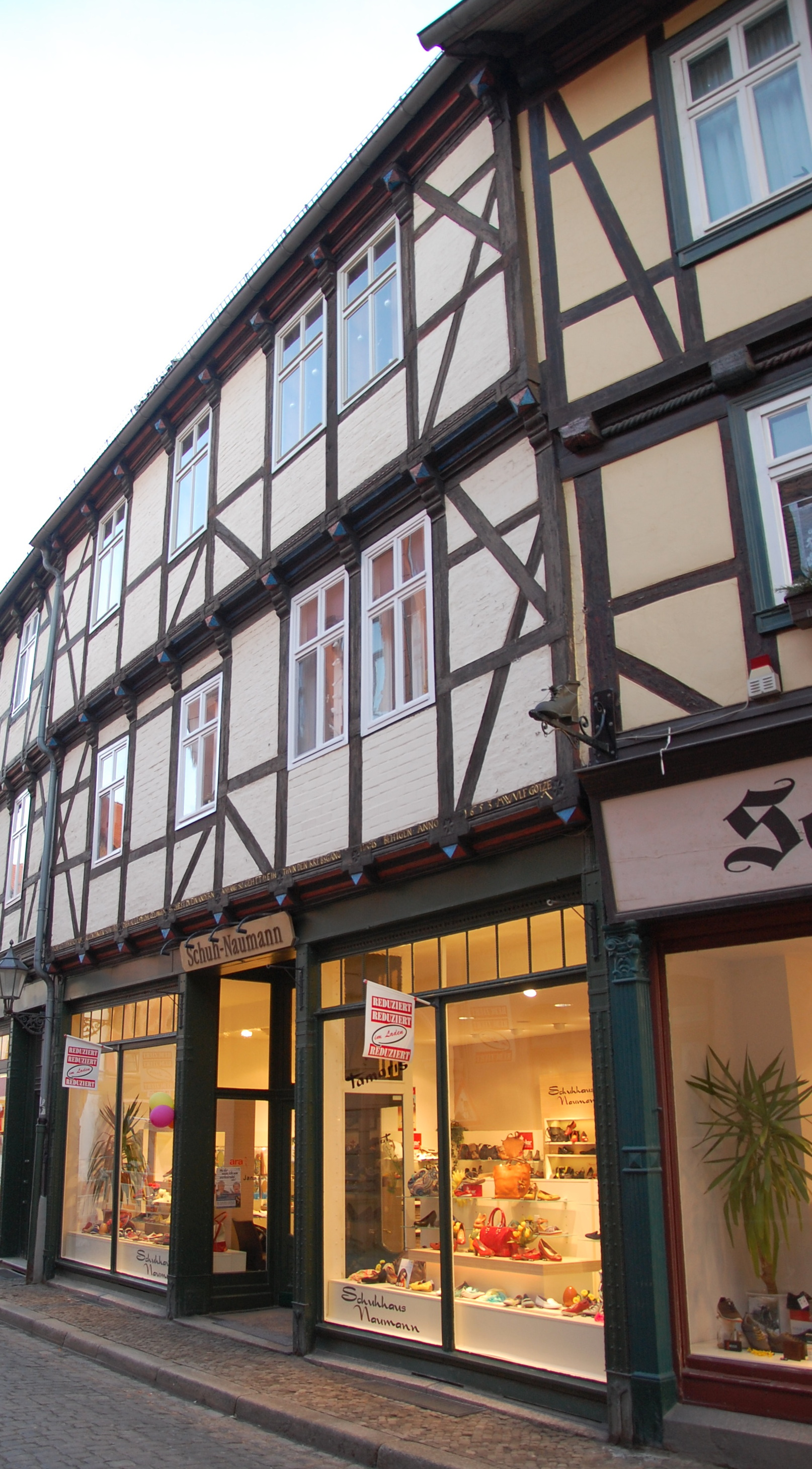
Blasiistraße 2a

Wulf Götze (auch Wulf Gotze oder Wulf Goetze, * 1593; † 25. März 1667 in Quedlinburg) war ein Zimmermeister. Er schuf mehrere noch heute erhaltene und zum UNESCO-Weltkulturerbe gehörende Fachwerkgebäude in Quedlinburg.

## Leben
Götzes gilt als Wegbereiter des moderneren Quedlinburger Fachwerkstils in der zweiten Hälfte des 17. Jahrhunderts. Seine Bauten zeichnen sich durch eine Stellung der Fachwerkständer in gleichen Abständen aus. Darüber hinaus setzte er Brüstungsstreben und in seinem letzten bekannten Bau im Jahr 1653 in den Randfeldern die Figur des Halben Manns ein. Erstmals kommen bei ihm die für die Quedlinburger Fachwerkarchitektur dann typischen Pyramidenbalkenköpfe vor. Während er anfänglich reichen Renaissanceschmuck einsetzte, gelangte er später zu einer sachlichen, technischeren Gestaltung. Die von ihm errichtete Halberstädter Johanniskirche ist allerdings konservativ gestaltet, wobei dies möglicherweise auf Wünsche des Bauherren zurückgeht.
Für den 24. September 1650 ist die Heirat einer Salome, "Wulf Götzens filia" und somit wohl Götzens Tochter, mit dem Zimmermeister Andreas Schröder in der Quedlinburger Altstadt überliefert. Götze verstarb am 25. März 1667 im Alter von 74 Jahren in der Quedlinburger Altstadt.

## Bauten
Folgende Bauten Götzes sind bekannt:
- Word 26, 1630[2]
- Pölle 28, 1632
- Johanniskirche in Halberstadt, 1645–1648
- Blasiistraße 2a, 1653

Vermutet wird eine Beteiligung Götzes am 1612 entstandenen Gildehaus zur Rose, wobei er zum Teil hierfür auch alleinig angegeben wird. Allerdings wäre er zur Bauzeit erst etwa 19 Jahre alt gewesen. Ähnliches gilt für das 1614 errichtete Haus Lange Gasse 29, an welchem sich die Initialen W.G. befinden. Wahrscheinlich stammt auch das 1650 entstandene Haus Blasiistraße 2 von Götze.